# 吳文彬
吳文彬（?—?），贵州畢節人，清朝政治人物、同進士出身。
乾隆十七年（1752年）太后六旬壬申恩科進士，三甲一百五十八名，后官河南南陽府同知。